# سوفي فون سالديرن
سوفي فون سالديرن (بالألمانية: Sophie von Saldern)‏ (و. 1973  م) هي لاعبة كرة سلة ألمانية، ولدت في غوتينغن، شاركت في كأس العالم لكرة السلة للنساء 1998، وبطولة كرة السلة الأوروبية للسيدات 1997 ‏، وبطولة كرة السلة الأوروبية للسيدات 1999 ‏، مركز لعبها هو لاعبة هجوم صغيرة الجسم.

## روابط خارجية
- سوفي فون سالديرن على موقع الاتحاد الدولي لكرة السلة (الإنجليزية)
- سوفي فون سالديرن على موقع كرة السلة الأوروبية.كوم (الإنجليزية)
- سوفي فون سالديرن على موقع كلية كرة السلة في سبورتس رفرنس.كوم (الإنجليزية)
- سوفي فون سالديرن على موقع سبورتس رفرنس (الإنجليزية)